# Coupe d'Angleterre de football 1961-1962
Navigation
Coupe d'Angleterre 1960-1961 Coupe d'Angleterre 1962-1963
La Coupe d'Angleterre de football 1961-1962 est la 81e édition de la Coupe d'Angleterre de football. 
Tottenham Hotspur remporte sa quatrième Coupe d'Angleterre de football au détriment de Burnley FC sur le score de 3-1, au bout d'une finale jouée dans l'enceinte du stade de Wembley à Londres.

## Quarts de finale
| #      | Équipe 1          | Résultat | Équipe 2          | Date         |
| ------ | ----------------- | -------- | ----------------- | ------------ |
| 1      | Preston North End | 0–0      | Manchester United | 10 mars 1962 |
| 2      | Sheffield United  | 0–1      | Burnley FC        | 10 mars 1962 |
| 3      | Tottenham Hotspur | 2–0      | Aston Villa       | 10 mars 1962 |
| 4      | Fulham FC         | 2–2      | Blackburn Rovers  | 10 mars 1962 |
| Replay | Blackburn Rovers  | 0–1      | Fulham FC         | 14 mars 1962 |
| Replay | Manchester United | 2–1      | Preston North End | 14 mars 1962 |

## Demi-finales
| 31 mars 1962 | Tottenham Hotspur | 3–1 | Manchester United | Hillsborough, Sheffield |
| 15:00        |                   |     |                   |                         |

| 31 mars 1962 | Burnley FC | 1–1 | Fulham FC | Villa Park, Birmingham |
| 15:00        |            |     |           |                        |

| Match rejoué       | Fulham FC | 1–2 | Burnley FC | Filbert Street, Leicester |
| 9 avril 1962 19:45 |           |     |            |                           |

## Finale
| 5 mai 1962 | Tottenham Hotspur | 3 – 1 | Burnley FC | Stade de Wembley, Londres |
|            |                   |       |            | Spectateurs : 100 000     |
|            | Rapport           |       |            |                           |

- Tottenham Hotspur remporte sa quatrième Coupe d'Angleterre, cette victoire permet au club de participer à la Coupe d'Europe des vainqueurs de coupe 1962-1963 et en remportant celle-ci Tottenham devient le premier club britannique à remporter une Coupe d'Europe[1].